# Golden Globe 1980
La 37ª edizione della cerimonia di premiazione di Golden Globe si è tenuta il 26 gennaio 1980 al Beverly Hilton Hotel di Beverly Hills, California.
Kym Karath è stata la Golden Globe Ambassador dell'edizione.

## Premi per il cinema
Vengono di seguito indicati in grassetto i vincitori. Ove ricorrente e disponibile, viene indicato il titolo in lingua italiana e quello in lingua originale tra parentesi.

### Miglior film drammatico
- Kramer contro Kramer (Kramer vs. Kramer), regia di Robert Benton
- Apocalypse Now (Apocalypse Now), regia di Francis Ford Coppola
- Sindrome cinese (The China Syndrome), regia di James Bridges
- Manhattan (Manhattan), regia di Woody Allen
- Norma Rae (Norma Rae), regia di Martin Ritt

### Miglior film commedia o musicale
- All American Boys (Breaking Away), regia di Peter Yates
- 10 (10), regia di Blake Edwards
- Oltre il giardino (Being There), regia di Hal Ashby
- Hair (Hair), regia di Miloš Forman
- The Rose (The Rose), regia di Mark Rydell

### Miglior regista
- Francis Ford Coppola - Apocalypse Now (Apocalypse Now)
- Hal Ashby - Oltre il giardino (Being There)
- Peter Yates - All American Boys (Breaking Away)
- James Bridges - Sindrome cinese (The China Syndrome)
- Robert Benton - Kramer contro Kramer (Kramer vs. Kramer)

### Miglior attore in un film drammatico
- Dustin Hoffman - Kramer contro Kramer (Kramer vs. Kramer)
- Al Pacino - ...e giustizia per tutti (...And Justice for All)
- Jon Voight - Il campione (The Champ)
- Jack Lemmon - Sindrome cinese (The China Syndrome)
- James Woods - Il campo di cipolle (The Onion Field)

### Migliore attrice in un film drammatico
- Sally Field - Norma Rae (Norma Rae)
- Jane Fonda - Sindrome cinese (The China Syndrome)
- Jill Clayburgh - La luna (La luna)
- Marsha Mason - Promises in the Dark (Promises in the Dark)
- Lisa Eichhorn - Yankees (Yanks)

### Miglior attore in un film commedia o musicale
- Peter Sellers - Oltre il giardino (Being There)
- Dudley Moore - 10 (10)
- Roy Scheider - All That Jazz - Lo spettacolo continua (All That Jazz)
- George Hamilton - Amore al primo morso (Love at First Bite)
- Burt Reynolds - E ora: punto e a capo (Starting Over)

### Migliore attrice in un film commedia o musicale
- Bette Midler - The Rose (The Rose)
- Julie Andrews - 10 (10)
- Shirley MacLaine - Oltre il giardino (Being There)
- Marsha Mason - Capitolo secondo (Chapter Two)
- Jill Clayburgh - E ora: punto e a capo (Starting Over)

### Miglior attore non protagonista
- Robert Duvall - Apocalypse Now (Apocalypse Now)
- Melvyn Douglas - Oltre il giardino (Being There)
- Justin Henry - Kramer contro Kramer (Kramer vs. Kramer)
- Laurence Olivier - Una piccola storia d'amore (A Little Romance)
- Frederic Forrest - The rose (The Rose)

### Migliore attrice non protagonista
- Meryl Streep - Kramer contro Kramer (Kramer vs. Kramer)
- Valerie Harper - Capitolo secondo (Chapter Two)
- Jane Alexander - Kramer contro Kramer (Kramer vs. Kramer)
- Kathleen Beller - Promises in the Dark (Promises in the Dark)
- Candice Bergen - E ora: punto e a capo (Starting Over)

### Migliore attore debuttante
- Rick Schroder - Il campione (The Champ)
- Dennis Christopher - All American Boys (Breaking Away)
- Treat Williams - Hair (Hair)
- Justin Henry - Kramer contro Kramer (Kramer vs. Kramer)
- Dean Paul Martin - L'ultimo gioco (Players)

### Migliore attrice debuttante
- Bette Midler - The Rose (The Rose)
- Bo Derek - 10 (10)
- Susan Anton - Goldengirl - La ragazza d'oro (Goldengirl)
- Lynn-Holly Johnson - Castelli di ghiaccio (Ice Castles)
- Lisa Eichhorn - Yankees (Yanks)

### Migliore sceneggiatura
- Robert Benton - Kramer contro Kramer (Kramer vs. Kramer)
- Jerzy Kosinski - Oltre il giardino (Being There)
- Steve Tesich - All American Boys (Breaking Away)
- Mike Gray, T.S. Cook e James Bridges - Sindrome cinese (The China Syndrome)
- Irving Ravetch e Harriet Frank Jr. - Norma Rae (Norma Rae)

### Migliore colonna sonora originale
- Carmine Coppola e Francis Ford Coppola - Apocalypse Now (Apocalypse Now)
- Henry Mancini - 10 (10)
- Jerry Goldsmith - Alien (Alien)
- Lalo Schifrin - Amityville Horror (The Amityville Horror)
- Carmine Coppola - Black stallion (The Black Stallion)
- Georges Delerue - Una piccola storia d'amore (A Little Romance)
- Jerry Goldsmith - Star Trek: Il film (Star Trek - The Motion Picture)

### Migliore canzone originale
- The Rose, musica e testo di Amanda McBroom - The Rose (The Rose)
- Through the Eyes of Love, musica di Marvin Hamlisch e testo di Carole Bayer Sager - Castelli di ghiaccio (Ice Castles)
- The Main Event, musica e testo di Paul Jabara e Bruce Roberts - Ma che sei tutta matta? (The Main Event)
- The Rainbow Connection, musica e testo di Paul Williams e Kenny Ascher - Ecco il film dei Muppet (The Muppet Movie)
- Better Than Ever, musica di Marvin Hamlisch e testo di Carole Bayer Sager - E ora: punto e a capo (Starting Over)

### Miglior film straniero
- Il vizietto (La cage aux folles), regia di Édouard Molinaro (Francia/Italia)
- Il matrimonio di Maria Braun (Die Ehe der Maria Braun), regia di Rainer Werner Fassbinder (Germania Ovest)
- Gli europei (The Europeans), regia di James Ivory (Regno Unito)
- Mio Dio come sono caduta in basso! , regia di Luigi Comencini (Italia)
- Soldato d'Orange (Soldaat van Oranje), regia di Paul Verhoeven (Paesi Bassi)

## Premi per la televisione
Vengono di seguito indicati in grassetto i vincitori. Ove ricorrente e disponibile, viene indicato il titolo in lingua italiana e quello in lingua originale tra parentesi.

### Miglior serie drammatica
- Lou Grant (Lou Grant)
- Backstairs at the White House (Backstairs at the White House)
- Colorado (Centennial)
- Dallas (Dallas)
- Agenzia Rockford (The Rockford Files)
- Radici: le nuove generazioni (Roots: The Next Generations)

### Miglior serie commedia o musicale
- Alice (Alice)
- Taxi (Taxi)
- I novellini (The Associates)
- Love Boat (The Love Boat)
- M*A*S*H (M*A*S*H)

### Miglior mini-serie o film per la televisione
- Niente di nuovo sul fronte occidentale (All Quiet on the Western Front), regia di Delbert Mann
- Elvis il re del rock (Elvis), regia di John Carpenter
- Fuoco di sbarramento (Friendly Fire), regia di David Greene
- Like Normal People (Like Normal People), regia di Harvey Hart
- The Miracle Worker (The Miracle Worker), regia di Paul Aaron

### Miglior attore in una serie drammatica
- Edward Asner - Lou Grant (Lou Grant)
- Martin Sheen - Blind Ambition (Blind Ambition)
- Richard Chamberlain - Colorado (Centennial)
- Erik Estrada - CHiPs (CHiPs)
- Robert Wagner - Cuore e batticuore (Hart to Hart)
- John Houseman - The Paper Chase (The Paper Chase)
- James Garner - Agenzia Rockford (The Rockford Files)
- Robert Urich - Vega$ (Vega$)

### Miglior attore in una serie commedia o musicale
- Alan Alda - M*A*S*H (M*A*S*H)
- Wilfrid Hyde-White - I novellini (The Associates)
- Robin Williams - Mork & Mindy (Mork & Mindy)
- Judd Hirsch - Taxi (Taxi)
- John Ritter - Tre cuori in affitto (Three's Company)

### Miglior attrice in una serie drammatica
- Natalie Wood - Da qui all'eternità (From Here to Eternity)
- Barbara Bel Geddes - Dallas (Dallas)
- Sada Thompson - In casa Lawrence (Family)
- Stefanie Powers - Cuore e batticuore (Hart to Hart)
- Kate Mulgrew - Colombo (Mrs. Columbo)

### Miglior attrice in una serie commedia o musicale
- Linda Lavin - Alice (Alice)
- Jean Stapleton - Arcibaldo (All in the Family)
- Donna Pescow - Angie (Angie)
- Penny Marshall - Laverne & Shirley (Laverne & Shirley)
- Loretta Swit - M*A*S*H (M*A*S*H)

### Miglior attore non protagonista in una serie
- Vic Tayback - Alice (Alice)
- Danny DeVito - Taxi (Taxi)
- David Doyle - Charlie's Angels (Charlie's Angels)
- Jeff Conaway - Taxi (Taxi)
- Tony Danza - Taxi (Taxi)

### Miglior attrice non protagonista in una serie
- Polly Holliday - Alice (Alice)
- Beth Howland - Alice (Alice)
- Linda Kelsey - Lou Grant (Lou Grant)
- Marilu Henner - Taxi (Taxi)
- Loni Anderson - WKRP in Cincinnati (WKRP in Cincinnati)

## Premi onorari
- Golden Globe alla carriera: Henry Fonda
- Henrietta Award
  - Il migliore attore del mondo: Roger Moore
  - La miglior attrice del mondo: Jane Fonda